# Гай Сауфей
Гай Сауфе́й (лат. Gaius Saufeius; погиб 10 декабря 100 года до н. э., Рим, Римская республика) — римский политический деятель-популяр, союзник Луция Аппулея Сатурнина, погибший вместе с ним.

## Биография
Гай Сауфей был сторонником народного трибуна Луция Аппулея Сатурнина. В источниках он упоминается в связи с событиями конца 100 года до н. э. как квестор, но неясно, являлся ли он действующим квестором или только что избранным (на следующий год, 99 до н. э.).
В декабре 100 года до н. э. Сатурнин был объявлен организатором убийства Гая Меммия и мятежником. После поражения в схватке на форуме Сауфей вместе с Сатурнином и трибуном-десигнатом Луцием Эквицием бежал на Капитолий. Сторонники сената перерезали водопровод; Аппиан сообщает, что Сауфей, страдавший от жажды, хотел сжечь храм Сатурна. В конце концов мятежники сдались, получив от Гая Мария гарантии безопасности, причём Сауфей сдался последним. Марий поместил пленников под охраной в Гостилиеву курию. Однако толпа представителей аристократии, не доверявших Марию, ворвалась в здание и перебила пленников дубинами. Согласно Флору, это был «народ», согласно Орозию — всадники. Другие источники утверждают, что убийцы залезли на крышу и забросали Сатурнина и прочих черепицей, но версия Орозия и Флора кажется современным исследователям более достоверной.